# 高松高等裁判所
高松高等裁判所（日语：／ Takamatsu kōtō saibansho */?），是一位於日本香川縣高松市的高等裁判所，主管四國地區四縣的上訴案件，通稱高松高裁（高松高裁）。

## 沿革
- 1945年（昭和20年） - 高松控訴院設立。
- 1947年（昭和22年） - 《裁判所法》實施後，高松控訴院正式改名為高松高等裁判所。

## 歷代長官
- 前田一昭（1996年7月～1997年10月 退休）
- 川口冨男（1997年10月～1999年11月 退休）
- 荒井史男（1999年11月～2001年1月28日 轉任名古屋高等裁判所長官）
- 上野茂（2001年1月29日～2002年5月1日 退休）
- 增井和男（2002年5月14日～2004年9月9日 退休）
- 吉本徹也（2004年9月13日～2005年12月20日 退休）
- 田尾健二郎（2005年12月20日～2007年5月7日 轉任廣島高等裁判所長官）
- 江見弘武（2007年5月7日～2008年8月22日 退休）
- 林醇（2008年9月3日～2010年3月4日 退休）
- 富越和厚（2010年3月8日～2011年5月9日 轉任東京高等裁判所長官）
- 佐佐木茂美（2011年5月10日～2012年3月26日 轉任大阪高等裁判所長官）
- 出田孝一（2012年3月27日～2013年11月28日 退休）
- 松本芳希（2013年12月4日〜2014年10月1日 轉任廣島高等裁判所長官）
- 安藤裕子（2014年10月2日〜2015年3月17日 退休）
- 福田剛久（2015年3月18日〜2016年5月6日 退休）
- 小久保孝雄（2016年5月10日～現職）

## 法庭設置

### 民事部
- 第2部（民事）（第2號法庭）
- 第4部（民事）（第2號法庭）

### 刑事部
- 第1部（刑事）（第1號法庭）

## 矚目案件
- 1948年 - 榎井村事件。自高松地方裁判所上訴而來。
- 1956年 - 財田川事件。自高松地方裁判所丸龜支部上訴而來。
- 1992年 - 愛媛縣靖國神社玉串訴訟。自松山地方裁判所上訴而來。
- 1994年（平成6年）8月8日 - 一橋小學校事件。自高知地方裁判所上訴而來。
- 1994年（平成6年） - 長安口水壩放流被害訴訟。自德島地方裁判所上訴而來。
- 2000年（平成12年）12月13日 - 松山女侍應殺害事件。
  - 自松山地方裁判所上訴而來。上訴駁回（2003年11月最高裁判所再次駁回上訴，全案定讞）。裁判長：島敏男
- 2007年（平成19年）10月30日 - 高知交通機動隊警官衝突死事故。
  - 自高知地方裁判所上訴而來。上訴駁回（2008年8月最高裁判所再次駁回上訴，全案定讞）。裁判長：柴田秀樹
- 2009年（平成21年）10月14日 - 香川坂出三人殺害事件。
  - 自高松地方裁判所上訴而來。上訴駁回（2012年7月最高裁判所再次駁回上訴，全案定讞）。裁判長：柴田秀樹

## 外部連結
- 高松高等裁判所HP （页面存档备份，存于）